# Aechmea castelnavii
Aechmea castelnavii es una especie fanerógama de la familia de Bromeliáceas. Es originaria de Bolivia y Brasil, donde se encuentra en la Mata Atlántica y la Amazonia.

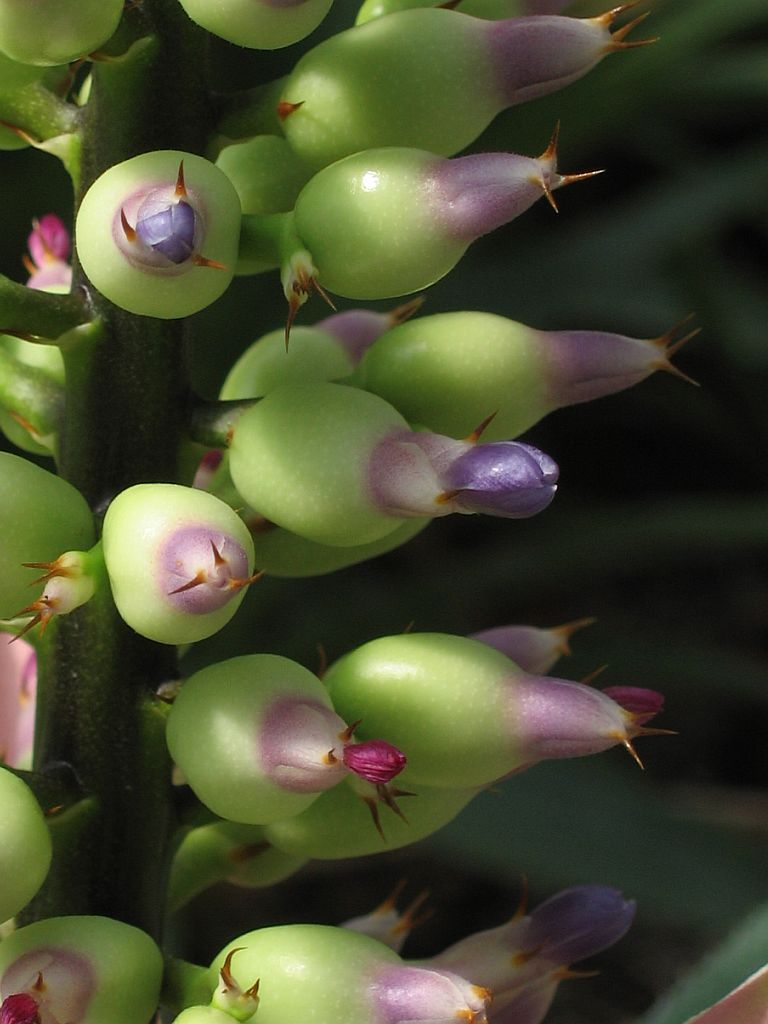
Detalle de la planta

## Descripción
Son epífitas?, que alcanzan un tamaño de hasta 100 cm en flor. Hojas 60-110 cm; vainas elípticas, enteras; láminas 7-10 cm de ancho, liguladas, con una capa coalescente de tricomas, densamente serradas, agudas a redondeadas y apiculadas. Escapo erecto, blanco flocoso; brácteas más largas que los entrenudos, serruladas, las inferiores erectas, las superiores patentes. Inflorescencia hasta 45 cm, 1-pinnado compuesta; brácteas primarias inferiores como las brácteas superiores del escapo, más largas que las ramas laterales, las superiores muy reducidas y más cortas que las ramas laterales; espigas patentes, con 4-6 flores dísticas. Brácteas florales más cortas que los ovarios, enteras, casi tan largas como a más cortas que los entrenudos, punzantes, patentes. Flores sésiles; sépalos de 5 mm, cortamente espinosos apicalmente, libres, asimétricos; pétalos lila.

## Cultivares
- xNeomea Barbara Ruskin

## Taxonomía
Aechmea castelnavii fue descrita por John Gilbert Baker y publicado en Handbook of the Bromeliaceae 39. 1889.
Etimología
Aechmea: nombre genérico que deriva del griego akme ("punta"), en alusión a los picos rígidos con los que está equipado el cáliz.
castelnavii: epíteto
Sinonimia
- Aechmea sprucei Mez[3][4]